# Jimmie Lee Sloas
Jimmie Lee Sloas est un musicien américain, producteur et auteur-compositeur. Il fonde le groupe rock aor RPM en 1982 avec le chanteur Robert White Johnson. Sloas participe en 2004 à l'enregistrement studio de l'album The System Has Failed, par le groupe Megadeth. Il enregistre également avec Alice Cooper, sur deux albums studio, six titres  à la basse sur l'album Welcome 2 My Nightmare et sur la plupart des titres de l'album Paranormal.

## Discographie
Liste non exhaustive

### En tant que bassiste
- 1988 - Amy Grant : Lead Me On
- 1991 - Vanessa Williams : The Comfort Zone
- 1991 - Sandi Patty : Love Overflowing
- 1992 - Michael W. Smith : Change Your World
- 1992 - Twila Paris : A Heart That Knows You
- 1993 - Bob Carlisle : Bob Carlisle
- 1993 - James Ingram : Always You
- 1996 - Barry Manilow : Summer of '78
- 1997 - Vanessa Williams : Next
- 1997 - Amy Grant : Behind the Eyes
- 1998 - Jennifer Paige : Jennifer Paige
- 1999 - Garth Brooks : In the Life of Chris Gaines
- 2001 - Alabama : When It All Goes South
- 2003 - Wynonna Ellen Judd : What the World Needs Now Is Love
- 2004 - Megadeth : The System Has Failed
- 2004 - Avalon : The Creed
- 2005 - Carrie Underwood : Some Hearts
- 2007 - Carrie Underwood : Carnival Ride
- 2009 - Martina McBride : Shine
- 2011 - Alice Cooper : Welcome 2 My Nightmare
- 2013 - Bonnie Tyler : Rocks and Honey
- 2014 - Sara Evans : Slow Me Down
- 2016 - Cyndi Lauper : Detour
- 2017 - Alice Cooper : Paranormal

### En tant que producteur
- 1994 - Whitecross : Unveiled